# سیاوش پرواز
علی‌اکبر عرب‌یعقوبی، ملقب به سیاوش پرواز (زاده ۱۳۲۶ در زابل، متوفی ۱۳۸۸ در تهران)، قاضی، مترجم، مؤلف، سیستان شناس، منتقد ادبی، حافظ‌شناس و نخستین سراینده شعر نو در سیستان و بلوچستان بود. وی با اهدای ۱۰۵ هزار جلد کتاب و ۱۵ هزار سند به مرکز ملی کتابخانه‌ها و اسناد ایران، اهدای بزرگترین مجموعه فرهنگی جهان اسلام را به نام خویش ثبت کرد.، ، 
از سیاوش پرواز تاکنون پنج مجموعه شعر با نام‌های خوشه‌های نارس ، سر زدن به جوانی ، موسیقی رنج ، افروختن آتش‌ها  و دریای خاموش انتشار یافته‌است. به پاس تلاش‌های گسترده فرهنگی وی، یکی از بلوارهای منشعب از خیابان جمهوری واقع در شهر زاهدان به بولوار سیاوش پرواز تغییر نام یافت.، 
انجمن ادبی سیاوش پرواز در سالن کنفرانس مرکز اسناد و کتابخانه ملی سیستان و بلوچستان برگزار شده‌است. حاصل تلاش  او شامل بالغ بر 80 هزار جلد کتاب و بیش از 12 هزار عکس، سند و دست نوشته منتشر شده‌است.
سیاوش پرواز علاوه بر راهنمایی قضات تازه‌کار، در گشودن گره از کارهای فروبسته قضایی و پرونده‌های پیچیده، نقش ایفا کرد. اثر دیگر او که آن را گردآوری و تدوین کرد، «کتابخانه کوچک شعر» نام داشت که این اثر بزرگ بالغ بر چهار هزار صفحه شامل گزیده‌ای از آثار منتشر شده او است.

## نامگذاری خیابان
یکی از خیابان‌های فرعی بلوار پرستار زاهدان به نام سیاوش پرواز نامگذاری شده‌است.